# Pierre Delaire
 (octobre 2020).
Si vous disposez d'ouvrages ou d'articles de référence ou si vous connaissez des sites web de qualité traitant du thème abordé ici, merci de compléter l'article en donnant les références utiles à sa vérifiabilité et en les liant à la section « Notes et références ».
Pour les articles homonymes, voir Delaire.
Pierre Delaire, né le 30 décembre 1919 à Orléans et mort le 22 juin 1985 dans la même ville, est un écrivain espérantiste français.

## Vie
Pierre Delaire apprit l'espéranto très jeune. À 17 ans, il publie sa méthode d'apprentissage de l'espéranto qui fut rééditée cinq fois et resta longtemps la seule méthode facilement accessible dans l'espace francophone. Il fonda le Centre national Espéranto-Office à Orléans. Il fut un ardent propagandiste de la langue internationale par ses livres et ses émissions radio. Il réalisa notamment des interviews de Georges Duhamel et Maurice Genevoix. L'espéranto constituait pour lui une véritable activité professionnelle. Il est maintenant surtout connu pour sa traduction du Petit Prince d'Antoine de Saint-Exupéry.

## Œuvres

### en français
- 1936 L’Espéranto en douze leçons 5 rééditions.
- 1937 Tu seras Espérantiste ! opuscule de propagande révisé en 1975
- 1959 L’espéranto : fil d’Ariane du cœur et de l’esprit  texte bilingue
- 1965 L’Espéranto vivant — Cours pratique complet, encyclopédique — Grammaire et méthode directe

### en espéranto
- 1937 Radiesteza Gazeto — internacia esperantlingva organo de la radiestezoj kaj radiestezo-amikoj, mensuel
- 1938 Estu radiesteza serĉisto!, traduction en espéranto de l'ouvrage sur la radiesthésie d'Émile Christophe
- 1961 La Eta Princo traduction du Petit Prince d'Antoine de Saint-Exupéry, édition révisée en 1984
- 1963 L’edelvejso kaj la tri vagabondinoj — teatraĵeto, Pièce de théâtre
- 1972 La Dolĉa Franclando, livre de voyage